# Голубая ночь (Нюрнберг)

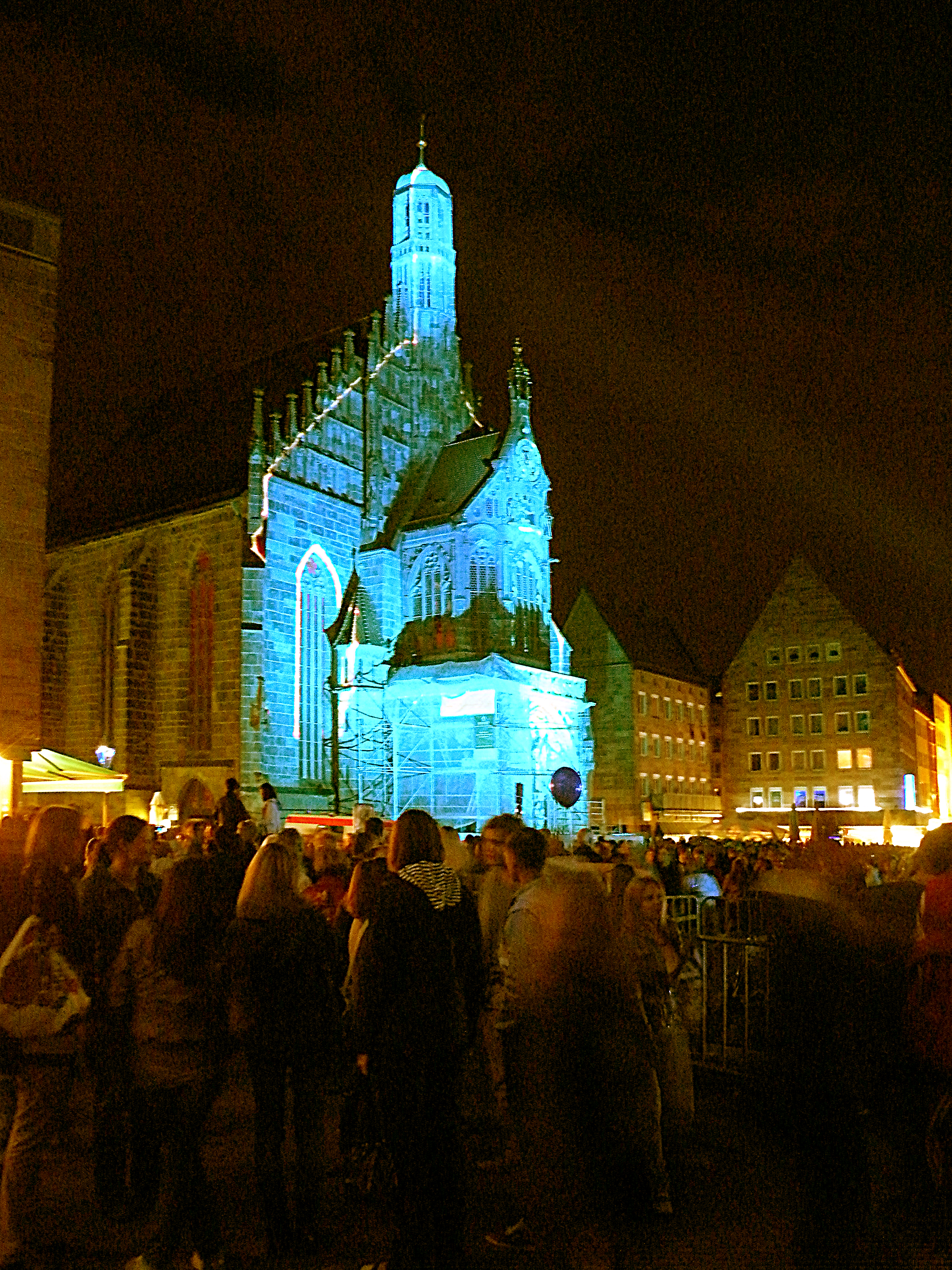
Освещение церкви Марии

«Голубая ночь» (нем. Blaue Nacht) — весенний городской праздник Нюрнберга, проводимый в мае, начиная с 2000 года. Праздник сопровождается иллюминацией с привлечением новейших опто- и светотехнических средств, в том числе и лазерных. Характерным цветом праздника является сине-голубой.
Первое мероприятие прошло 20 мая 2000 года в честь 950-летия Нюрнберга. Третье мероприятие 11 мая 2002 года собрало 130 тысяч посетителей. Мероприятие 2004 года стало первой Голубой ночью, продолжавшейся до рассвета, как и во все последующие годы. В 2016 году посетителям Голубой Ночи было предложено 250 световых инсталляций в 70 культурно-исторических объектах.

Световые эффекты на Рыночной площади
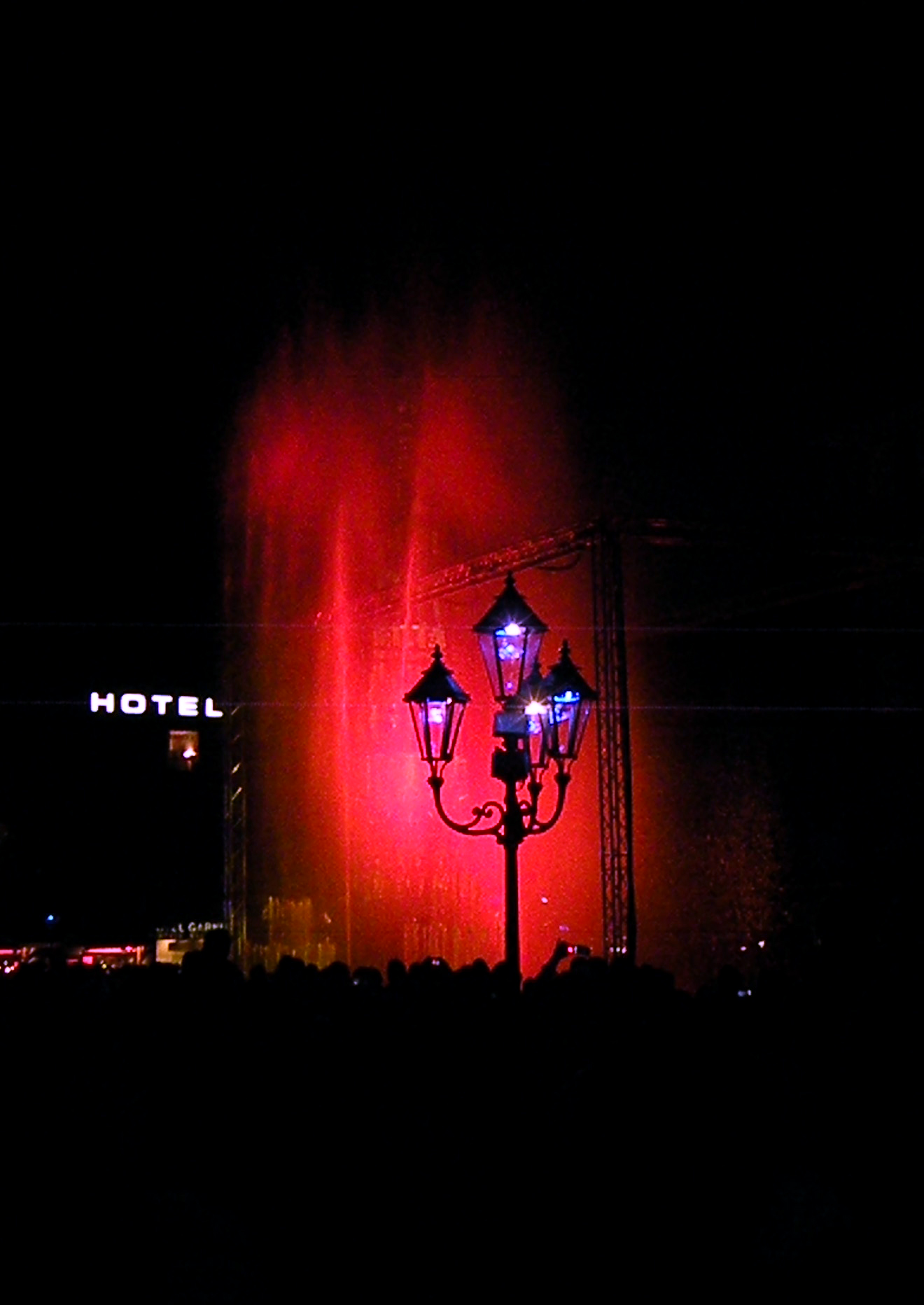
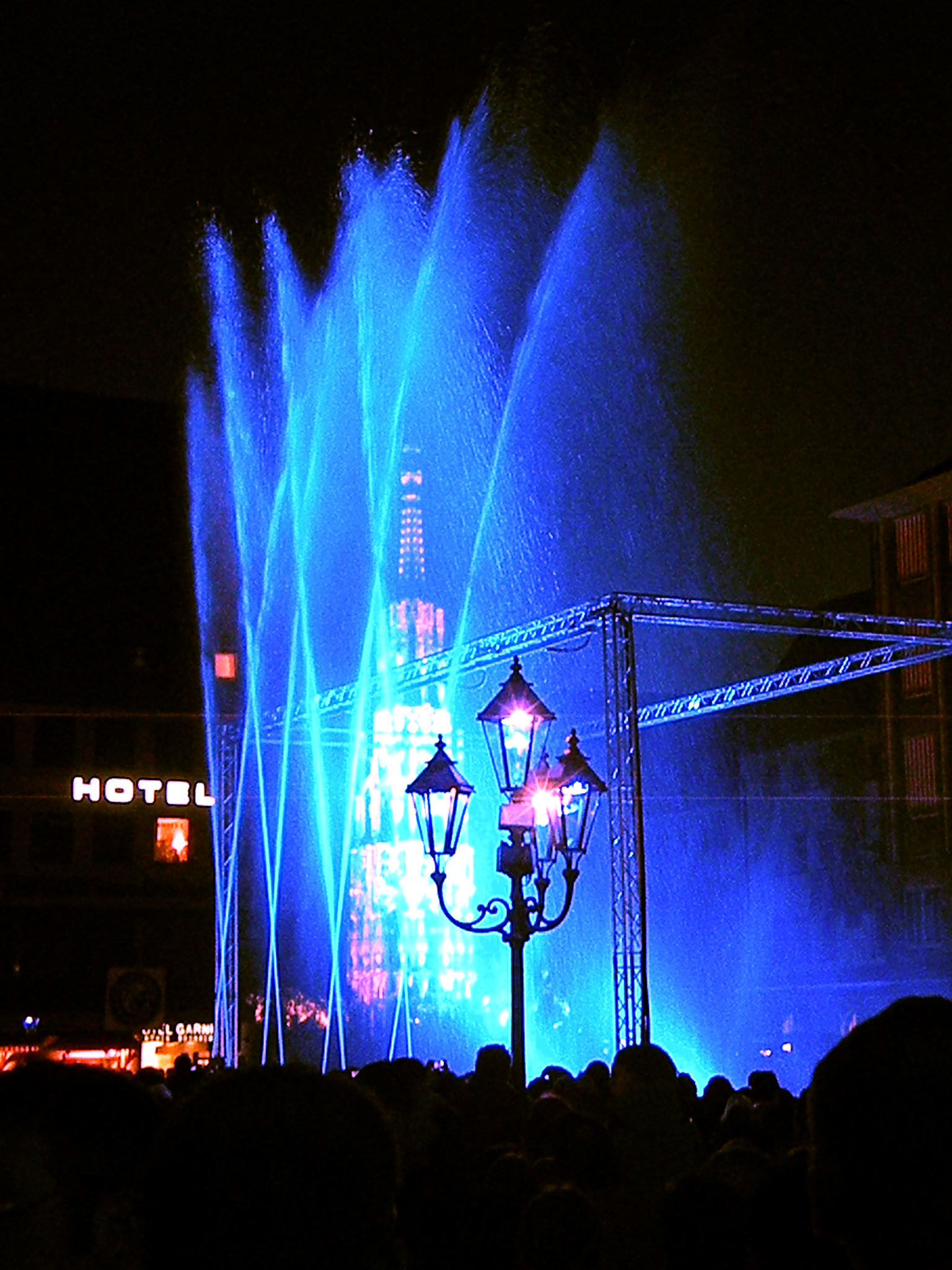
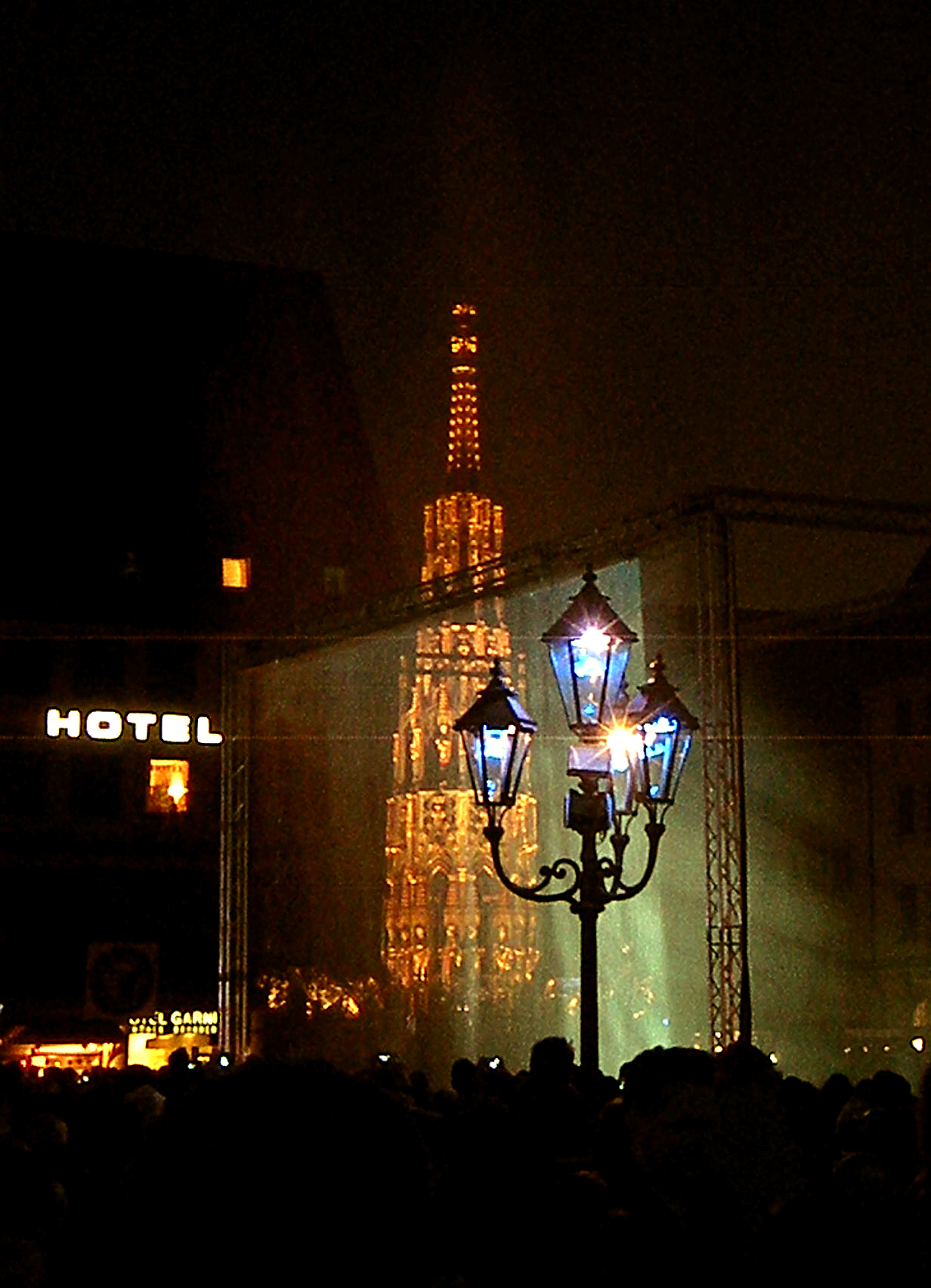
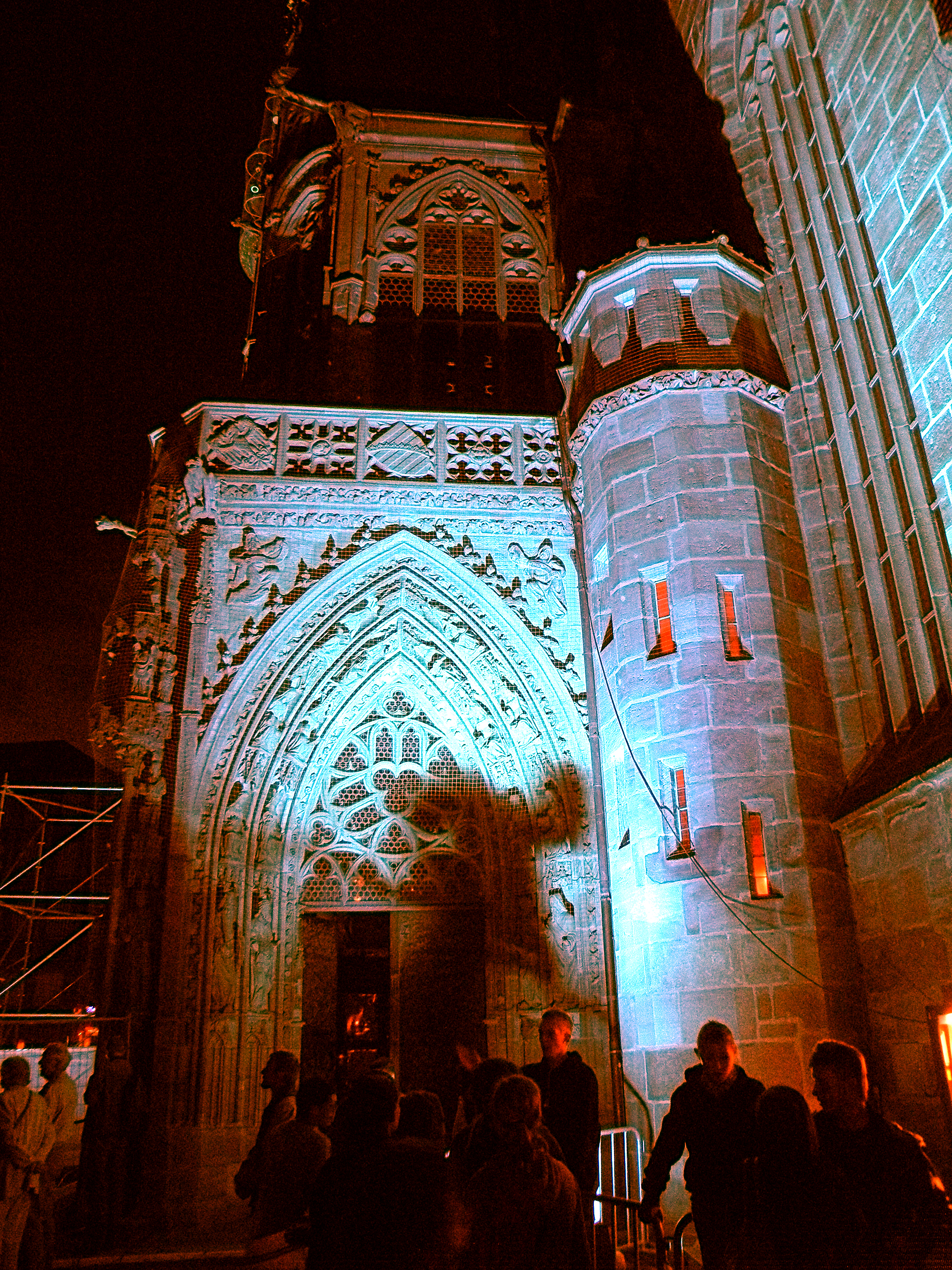